# پولیش
پولیش (انگلیسی: Polishing) اصطلاحی است که برای طیف وسیعی از فرایندهای طراحی شده به منظور حذف یا جابجایی نقایص سطحی و افزایش براق شدن سطوح مختلف به کار می‌رود. به عنوان مثال پس از ساخت، تعمیر و رنگ برخی مصنوعات فلزی یا چوبی، شیشه، پلاستیک، رزین اپوکسی می‌توان با استفاده از دستگاه پولیش سطح را زیباتر و و براق‌تر کرد. پولیش از جمله کارهای ترمیمی می‌باشد. از موارد کاربردی پولیش کاری می‌توان به پولیش سطحی فلزات، پولیش بدنه خودرو یا از نوع انسانی آن به پولیش ناخن اشاره کرد.

## اختراع پولیش
اولین پولیش ماشین مایع توسط بن هیرش در سال ۱۹۴۴ میلادی اختراع شد.